# Manuel Trappel

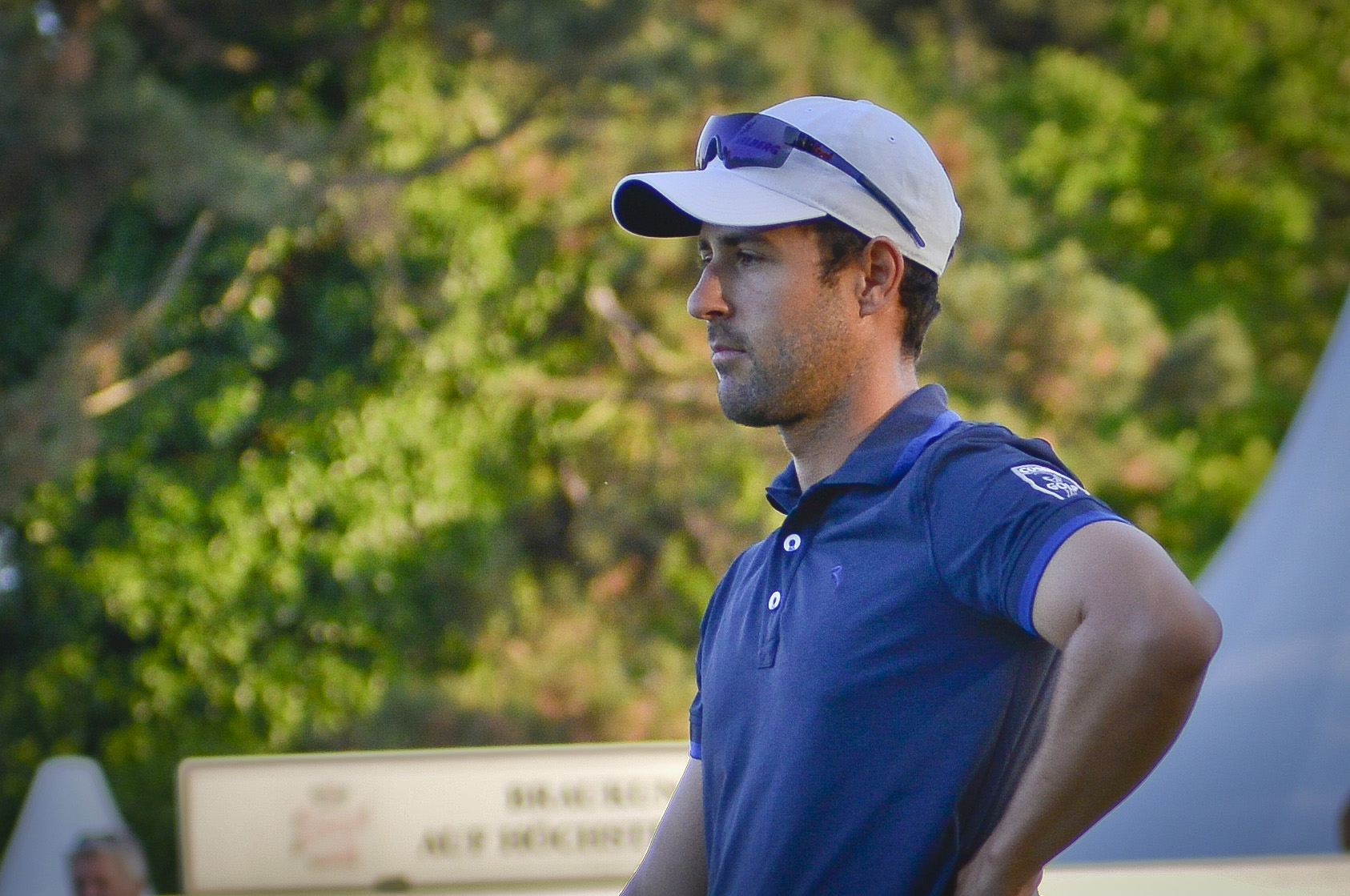
Manuel Trappel

Manuel Trappel (16 september 1989) is een professioneel golfer uit Oostenrijk. 

## Carrière
In 2011 verloor hij de play-off van het Oostenrijks Amateur Strokeplay op Adamstal, maar won hij het Nationaal Open op de Alpe Adria Golf, het Styrian Mountain Open en het Europees Amateur. Hij kwam in de top-30 van de wereldranglijst en kreeg een invitatie voor het Brits Open van 2012.

## Gewonnen
Nationaal
- 2011: NK Strokeplay

Internationaal
- 2011: Europees Amateur Kampioenschap

Alps Tour
- 2011: Styrian Mountain Golf Open